# Vinoba Bhave

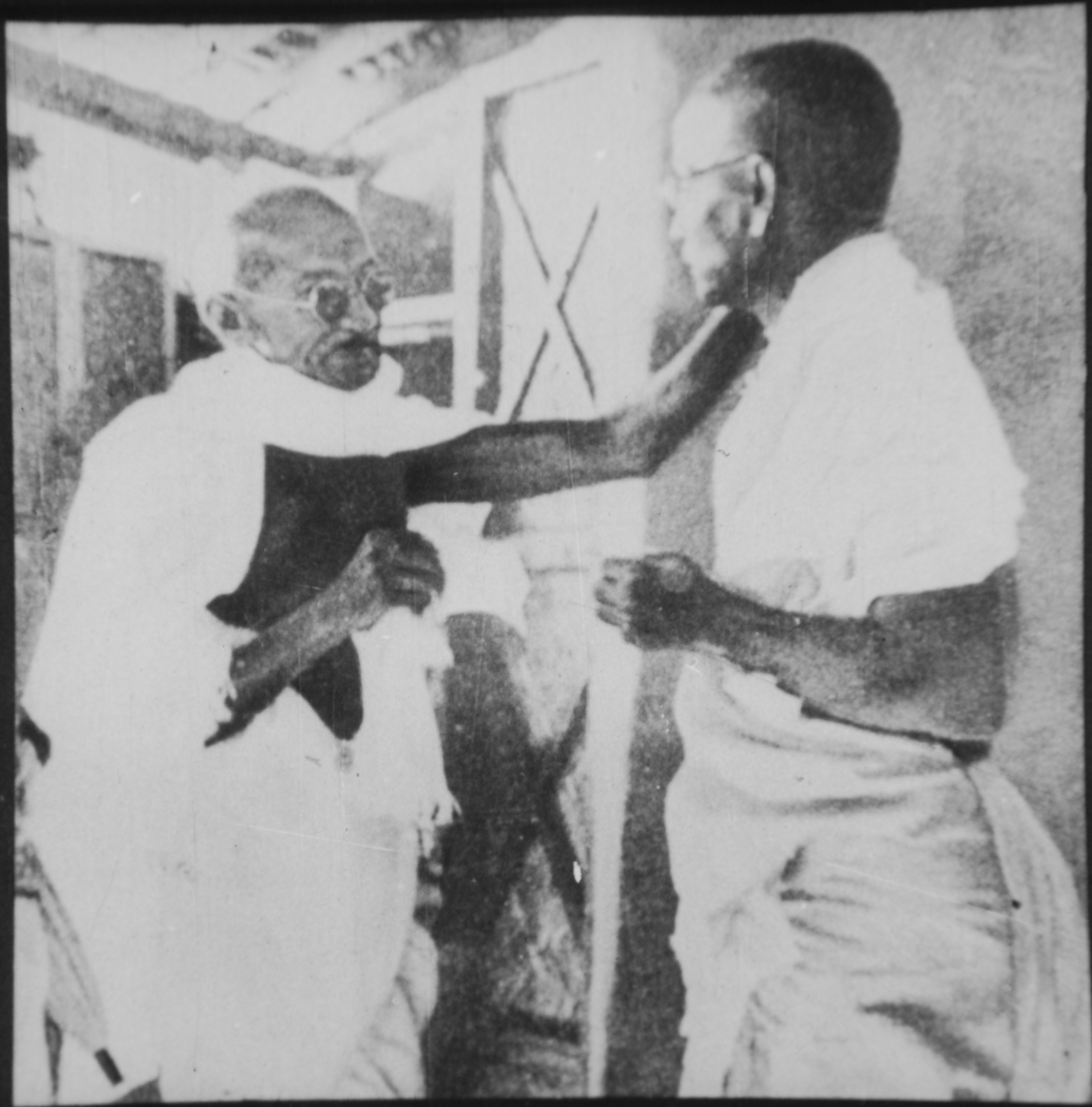
Vinoba och Gandhi

Vinoba Bhave, egentligen Vinayak Narahari Bhave, född 11 september 1895 i Gagode i Maharashtra, död 15 november 1982, var en indisk filosof och en av Mahatma Gandhis närmsta efterföljare.
Bhave gav uppmärksamhet åt sociala frågor och är känd som grundare av Bhoodhanrörelsen, en rörelse som gick ut på att lagligt och fredligt ge land till landlösa människor.

## Bakgrund och uppväxt
Bhave föddes i en välbärgad och from familj tillhörande konkanastha brahmin. Han inspirerades mycket efter att ha läst Bhagavad Gita, en av de heligaste hinduiska skrifterna, i mycket unga år. Efter skolgången i Gagode började Bhave studera. Han lärde sig förutom engelska och franska flera olika indiska språk. 1916 kom han i kontakt med Gandhi och Indiens självständighetsrörelse. Han började nu studera sanskrit, efter vilket han gick tillbaka till Gandhi.
Bhave fängslades flera gånger för de tal han framförde. 1923 fängslades han i först i Nagda, sedan i Akola. 1932 fängslades han i Dhulia. 1940 valdes han av Gandhi till satyagrahi. Efter detta, 1940-1941, fängslades han ytterligare ett par gånger.
Bhave ansågs av många vara den som skulle efterträda Gandhi efter att han blivit mördad. Detta var Bhave motvillig till, men efter Gandhis död grundade han Bhoodhanrörelsen, vars mål var i linje med Gandhis läror genom att förespråka fredliga lösningar av konflikter och genomförandet av reformer som skulle bidra till en förbättring av levnadsvillkoren för Indiens fattiga befolkning.

## Bhoodhanrörelsen
När Vinoba Bhave blev tillfrågad om att leda de splittrade Gandhirörelserna svarade han till slut ja, men på villkoret att man skulle skjuta upp den konferens där alla ännu en gång skulle samlas. Han ville skjuta upp konferensen 6 månader så att han kunde vandra till konferensen. 
Han ville vandra genom byarna så att han kunde ta reda på vad som behövde uppmärksammas om Indiens tillstånd. Han samlade bybor, så som Gandhi hade gjort många gånger, och pratade med dem för att ta reda på vad de hade för problem. Snart stötte han på familjer som inte hade någon mat. Han uppmanade dem att odla mat, men fick strax veta att dessa familjer var daliter (oberörbara), delar av den lägsta kasten och dessa ägde inte land. Istället för att lagstifta om land till dessa så började han fråga byborna hur mycket land de behövde. Efter att ha räknat ut hur mycket land som behövdes för att försörja alla medlemmarna av familjerna gick denne bybo med på att ge bort det som behövdes. Detta var 1951 och Bhave fortsatte med detta hela vägen till konferensen, från by till by i ett halvår. När han hade kommit fram hade han hjälpt till att överföra ungefär 22 000 hektar land från rika till fattiga.

## Utmärkelser
Bhave blev bland annat den första vinnaren av Ramon Magsaysaypriset för samhällsledarskap 1958.